# Dichelostemma capitatum
Dichelostemma capitatum är en sparrisväxtart som först beskrevs av George Bentham, och fick sitt nu gällande namn av Alphonso Wood. Dichelostemma capitatum ingår i släktet Dichelostemma och familjen sparrisväxter.

## Underarter
Arten delas in i följande underarter:
- D. c. capitatum
- D. c. pauciflorum

## Bildgalleri

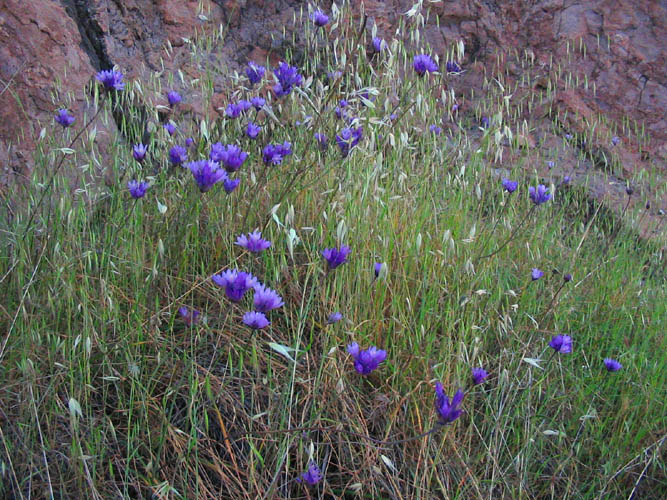
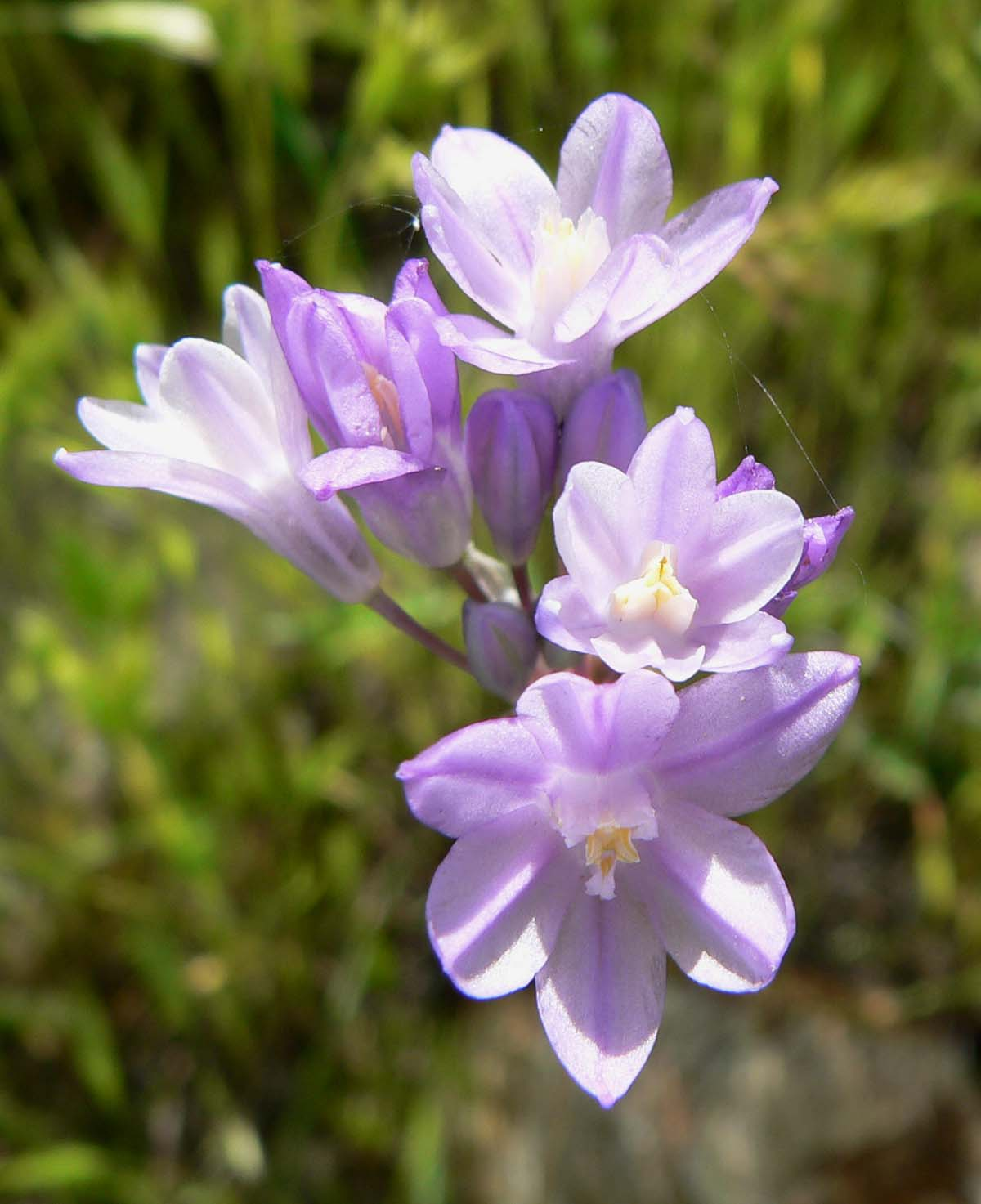
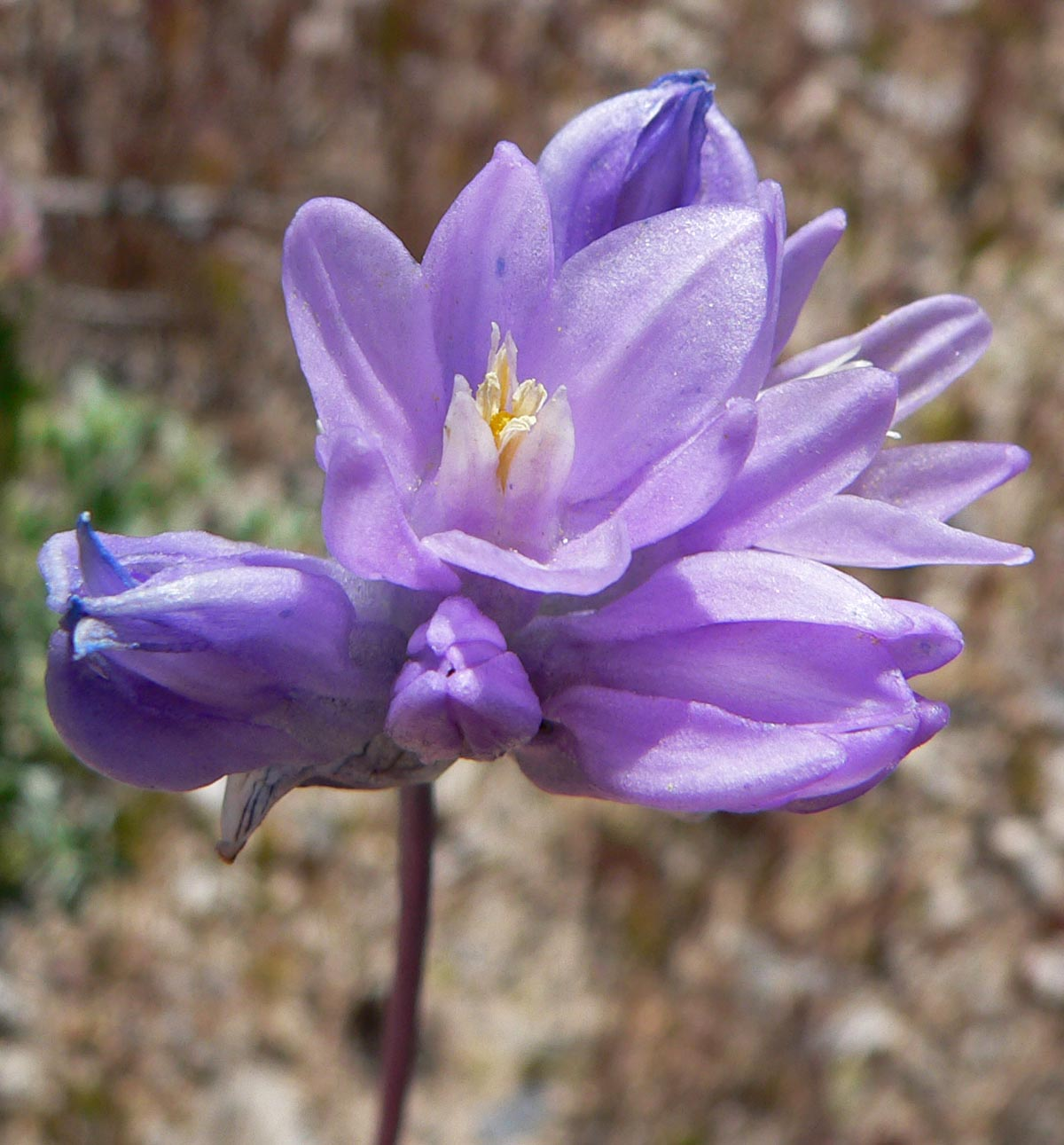
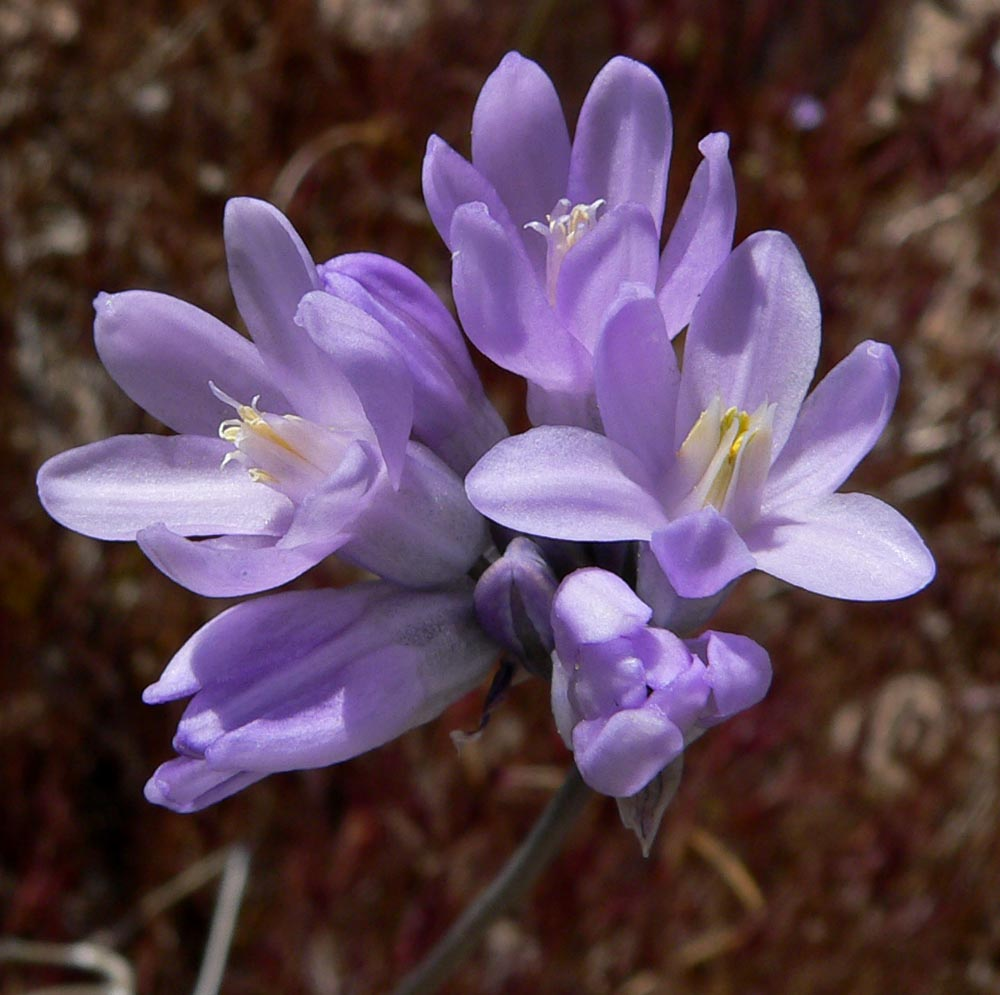
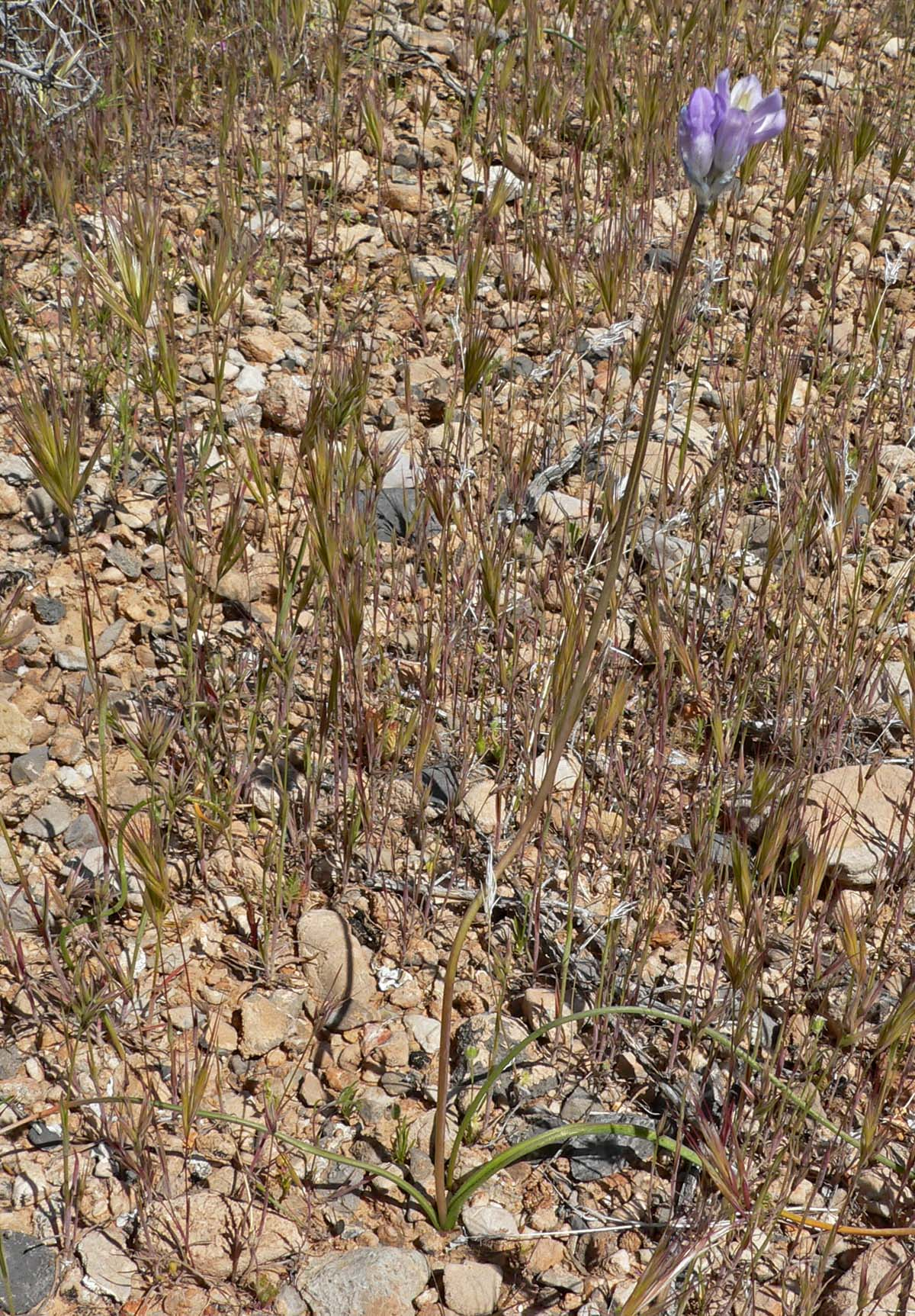
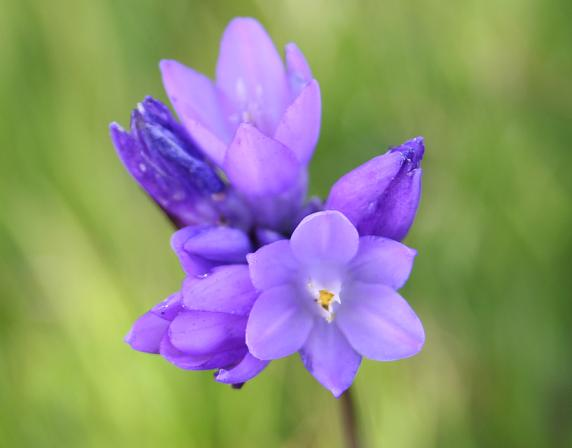